# Cochranella
Cochranella är ett släkte av groddjur. Cochranella ingår i familjen glasgrodor.

## Dottertaxa tillCochranella, i alfabetisk ordning[1]
- Cochranella adenocheira
- Cochranella adiazeta
- Cochranella albomaculata
- Cochranella amelie
- Cochranella antisthenesi
- Cochranella castroviejoi
- Cochranella croceopodes
- Cochranella daidalea
- Cochranella duidaeana
- Cochranella erminea
- Cochranella euhystrix
- Cochranella euknemos
- Cochranella flavopunctata
- Cochranella geijskesi
- Cochranella granulosa
- Cochranella helenae
- Cochranella mache
- Cochranella mariae
- Cochranella mcdiarmidi
- Cochranella megista
- Cochranella midas
- Cochranella nola
- Cochranella ocellata
- Cochranella orejuela
- Cochranella oyampiensis
- Cochranella phryxa
- Cochranella pulverata
- Cochranella punctulata
- Cochranella puyoensis
- Cochranella ramirezi
- Cochranella resplendens
- Cochranella revocata
- Cochranella ritae
- Cochranella riveroi
- Cochranella savagei
- Cochranella saxiscandens
- Cochranella solitaria
- Cochranella spiculata
- Cochranella spinosa
- Cochranella susatamai
- Cochranella tangarana
- Cochranella vozmedianoi
- Cochranella xanthocheridia